# 大叶附地菜
大叶附地菜（学名：Trigonotis macrophylla）是紫草科附地菜属的植物，为中国的特有植物。分布于中国大陆的四川、贵州等地，生长于海拔500米至1,500米的地区，见于山地林缘及草地。

## 变种
- 毛果附地菜（学名：Trigonotis macrophylla var. trichocarpa）为紫草科附地菜属大叶附地菜的变种，为中国的特有植物。分布在中国大陆的贵州、四川等地，常生长在山地草坡及林缘。
- 瘤果附地菜（学名：Trigonotis macrophylla var. verrucosa）为紫草科附地菜属大叶附地菜的变种，为中国的特有植物。分布在中国大陆的贵州、广西、广东等地，生长于海拔800米至1,500米的地区，一般生于山坡草地、山谷潮湿地、林下或林缘。